# Eijsden-Margraten
Eijsden-Margraten è una municipalità dei Paesi Bassi di 24.920 abitanti situata nella provincia del Limburgo. È stato istituito il 1º gennaio 2011 dalla fusione di Eijsden e Margraten.